# المجمع الكيميائي التونسي
.

## بطاقة تعريف
1. تاريخ الإنشاء : 1947
2. رأس المال : 476 (ملوين دينار)
3. العدد الجملي للأعوان 4433
4. عدد الإطارات العليا : 439
5. طاقة تحويل الفسفاط سنويا: 6.5(مليون طن)

الرتبة التجارية العالمية
- ثاني مصدر للحامض الفسفوري Tsp
- ثاني مصدر للحامض الفسفوري
- خامس مصدر لسماد ثاني فسفاط الأمونيوم DAP